# Інтерференційна мікроскопія
Інтерференційна мікроскопія вирішує ті ж завдання, що і фазово-контрастна, але, якщо остання дозволяє спостерігати лише контури об'єктів дослідження, то за допомогою інтерференційної мікроскопії можна вивчати деталі прозорого об'єкта і проводити їх кількісний аналіз.
Це досягається завдяки роздвоєнню променя світла в мікроскопі: один з променів проходить через частку об'єкта, що спостерігається, а інший — повз неї. В окулярі мікроскопа обидва промені з'єднуються і інтерферують між собою. Послідовне вимірювання різниці фаз світла з відомими показниками заломлення, дає можливість визначати товщину живих об'єктів і нефіксованих тканин, концентрацію в них води і сухої речовини, вміст білків і т. д..
На підставі даних інтерференційної мікроскопії можна побічно судити про проникності мембран, активності ферментів, клітинний метаболізм об'єктів дослідження.